# Ajuda humanitária para a Venezuela em 2019
Uma operação humanitária conjunta por terra e mar tenta entrar na Venezuela desde 23 de fevereiro de 2019, liderada por uma coalizão da Colômbia, Brasil, Estados Unidos e depois incluindo a Holanda, para trazer bens aos pontos mais críticos de extrema necessidade da população venezuelana, no meio da crise presidencial entre os governos de Nicolás Maduro e Juan Guaidó.
Em 11 de fevereiro de 2019, Guaidó e Miguel Pizarro fizeram a entrega parcial do primeiro carregamento de ajuda humanitária à Associação de Centros de Saúde (ASSOVEC). Há três bases principais usadas para a operação, listadas em ordem cronológica: a cidade colombiana de Cúcuta em 6 de fevereiro, o estado brasileiro de Roraima em 11 de fevereiro, Boa Vista e Pacaraima sendo os lugares específicos, e o país insular de Curaçao, do Reino dos Países Baixos, em 13 de fevereiro.
Maduro negou a existência de uma crise humanitária no país, alegando que os problemas na Venezuela são devidos às sanções econômicas contra a Venezuela que têm bloqueado as contas bancárias da PDVSA no exterior, dinheiro que segundo o governo "não pode comprar remédios nem alimentos".

## Contexto

### Antecedentes
A escassez na Venezuela ocorreu desde a presidência de Hugo Chávez, com o país experimentando uma taxa de escassez de 24,7% em janeiro de 2008. A taxa de escassez diminuiu no país até 2012, quando a escassez se tornou comum no país. Desde que Maduro alcançou a presidência em 2013, ele negou que houvesse uma crise humanitária no país e recusou a ajuda internacional, piorando as condições na Venezuela.
Em 24 de janeiro de 2016, a Assembleia Nacional da Venezuela, com uma maioria de oposição, declarou uma "crise de saúde humanitária" em vista da "grave escassez de medicamentos, suprimentos médicos e deterioração da infra-estrutura humanitária", exigindo do governo de Nicolás Maduro "garantir o acesso imediato à lista de medicamentos essenciais, básicos, indispensáveis e imprescindíveis e que devem estar sempre acessíveis".
Em 18 de outubro de 2018, os Estados Unidos enviaram o USNS Comfort para a América do Sul para ajudar as pessoas afetadas pela crise migratória venezuelana.
Em 29 de janeiro de 2019, os Estados Unidos anunciaram sua intenção de abrir um corredor humanitário na Venezuela.

### Criação da coalização
Em 2 de fevereiro de 2019 Juan Guaidó, o presidente interino proclamado pela oposição, anunciou a existência de uma "coalizão de ajuda humanitária" que vem da Colômbia, do Brasil e de uma ilha caribenha.
Em 5 de fevereiro de 2019, os ministros das Relações Exteriores dos Estados Unidos, Brasil e Colômbia reuniram-se na Casa Branca, reunião na qual o secretário de Estado Mike Pompeo e o assessor de segurança nacional John R. Bolton também estiveram presentes para discutir a possível ajuda humanitária. Em sua mensagem oficial, mostraram que o governo de oposição de Guaidó estava disposto a apoiá-los na entrada na Venezuela.

### VoluntariosXVenezuela
Em meados de fevereiro, Guaidó informou que uma página da Internet chamada www.voluntariosxvenezuela.com havia sido criada para o registro de qualquer pessoa que quisesse voluntariar-se para entrar na ajuda humanitária planejada para 23 de fevereiro. Dias depois, no ato de empossar milhares de voluntários presentes no estacionamento da sede do jornal El Nacional, Guaidó indicou que em "poucas horas" cerca de 600.000 venezuelanos já haviam se registrado; além disso, várias corporações entre elas pertencentes aos setores de transporte e saúde, demonstraram no evento para mostrar seu apoio ao movimento.
Entre 12 e 13 de fevereiro, os usuários do provedor de Internet estatal CANTV que tentaram acessar o site foram vítimas de esquemas de phishing. Essa manipulação foi denunciada como uma técnica para identificar dissidentes ao governo. Após o incidente de phishing, o site oficial foi completamente bloqueado para usuários da CANTV em 16 de fevereiro.

## A ajuda humanitária
Em 5 de fevereiro, o governo de Nicolás Maduro mobilizou policiais em todas as fronteiras terrestres e, em resposta a essa decisão, os Estados Unidos ameaçaram enviar militares à Colômbia e ao Brasil para proteger os responsáveis pela entrega da ajuda.
Em 6 de fevereiro, a ajuda humanitária dos Estados Unidos chegou à Colômbia, para depois ser distribuída na Venezuela. Nesse mesmo dia, o ministro das Relações Exteriores do Brasil, Ernesto Araújo, insinuou que a base de operações de ajuda humanitária no Brasil seria Pacaraima. Em paralelo, o governo de Nicolás Maduro bloqueou a ponte internacional Tienditas com contêineres de carga, já fechados desde sua conclusão em 2016, que liga Cúcuta e o município venezuelano de Ureña.
Em 7 de fevereiro, às 14h43, o governo colombiano transportou cargas para Cúcuta, na fronteira com a Venezuela, um grupo de refugiados venezuelanos os recebeu com sinais de apoio com a frase "Ayuda humanitaria ya" (Ajuda humanitária já).
Em 8 de fevereiro de 2019, sob o processo SC-2017-003, o Supremo Tribunal de Justiça da Venezuela no exílio anunciou a autorização para a entrada de uma coalizão militar internacional para garantir a entrada e a proteção da ajuda humanitária à Venezuela.
O empresário e filantropo Richard Branson anunciou a organização de um concerto de caridade para 22 de fevereiro de 2019 chamado Venezuela Aid Live. O concerto tem como objetivo arrecadar fundos para ajuda humanitária e aumentar a conscientização sobre a crise que a Venezuela está vivenciando.
Um avião da Força Aérea Brasileira que transportou ajuda humanitária para os venezuelanos esteve em Boa Vista, Roraima. A aeronave transportou 23 toneladas de leite em pó e 500 kits de primeiros socorros.

## Incidentes

### Confronto com Pemon
No dia 22 de fevereiro, no município de Gran Sabana, a Guarda Nacional da Venezuela tentou bloquear a entrada de ajuda humanitária e foi confrontada pela comunidade indígena Pemon de Kumarakapay. Como resultado do confronto, quinze Pemon ficaram feridos e dois foram mortos. O deputado Américo de Grazia denunciou a falta de remédios e ambulâncias para transportar os feridos. Aqueles que ficaram feridos foram transportados para o Brasil para tratamento devido à escassez de produtos médicos na Venezuela.

### Confrontos de 23 de fevereiro
No total, pelo menos 285 pessoas ficaram feridas e 14 pessoas foram mortas nos confrontos de 23 de fevereiro de 2019. A Reuters disse que nenhuma ajuda destinada aos venezuelanos foi capaz de entrar no país. A Cruz Vermelha Internacional relatou que haviam pessoas fingindo ser da organização e usando seu emblema nas fronteiras Brasil-Venezuela e Colômbia-Venezuela.

#### Fronteira brasileira
Os Colectivos mataram quatro e feriram outros vinte e quatro protestantes durante conflitos fronteiriços em Santa Elena de Uairén no início do dia. Um posto do exército venezuelano perto de Santa Elena de Uairén foi atacado com pedras e coquetéis molotov. Os caminhões de ajuda destinados a viajar do Brasil para a Venezuela não entraram na Venezuela e retornaram a seus pontos de partida. O Exército Brasileiro informou que as autoridades venezuelanas dispararam munição viva contra aqueles que tentavam aceitar a ajuda e que o gás lacrimogêneo da Venezuela foi disparado contra a cidade fronteiriça brasileira de Pacaraima. No final do conflito, Romel Guzamana, um representante da comunidade indígena na Gran Sabana, afirmou que pelo menos 25 Pemon foram mortos no que a NTN24 descreveu como um "massacre" das tropas venezuelanas.

#### Fronteira colombiana
Maduro anuncia o rompimento das relações diplomáticas com a Colômbia. Paramilitares pró-Maduro atiraram contra manifestantes exigindo ajuda em San Antonio del Táchira. Dos cinco caminhões que tentaram entrar na Venezuela pela Colômbia, dois foram queimados, dois foram roubados por partidários de Maduro e um voltou para a Colômbia.
Na Ponte Francisco de Paula de Santander, a Polícia Nacional da Venezuela chorou ao ser confrontada por venezuelanos implorando pela entrada da ajuda internacional. A Polícia Nacional da Venezuela na ponte recuou para o território venezuelano quando a caravana de ajuda aproximou-se. Conforme os caminhões atravessaram a ponte, a Polícia Nacional da Venezuela disparou gás lacrimogêneo sobre os manifestantes, com as latas disparadas acendendo a ajuda em chamas. Os voluntários da ajuda formaram uma corrente humana e removeram pacotes humanitários dos caminhões em chamas para impedir sua destruição. Respondendo à queima de caminhões de ajuda humanitária, os manifestantes atacaram as autoridades venezuelanas com coquetéis molotov e pedras enquanto tentavam abrir passagem para a Venezuela. Karla Salcedo Flores, uma fotojornalista venezuelana que afirmou que suas imagens mostraram manifestantes tentando apagar os caminhões em chamas com água, disse que suas imagens foram manipuladas pela rede estatal Telesur.

#### Embarque porto-riquenho

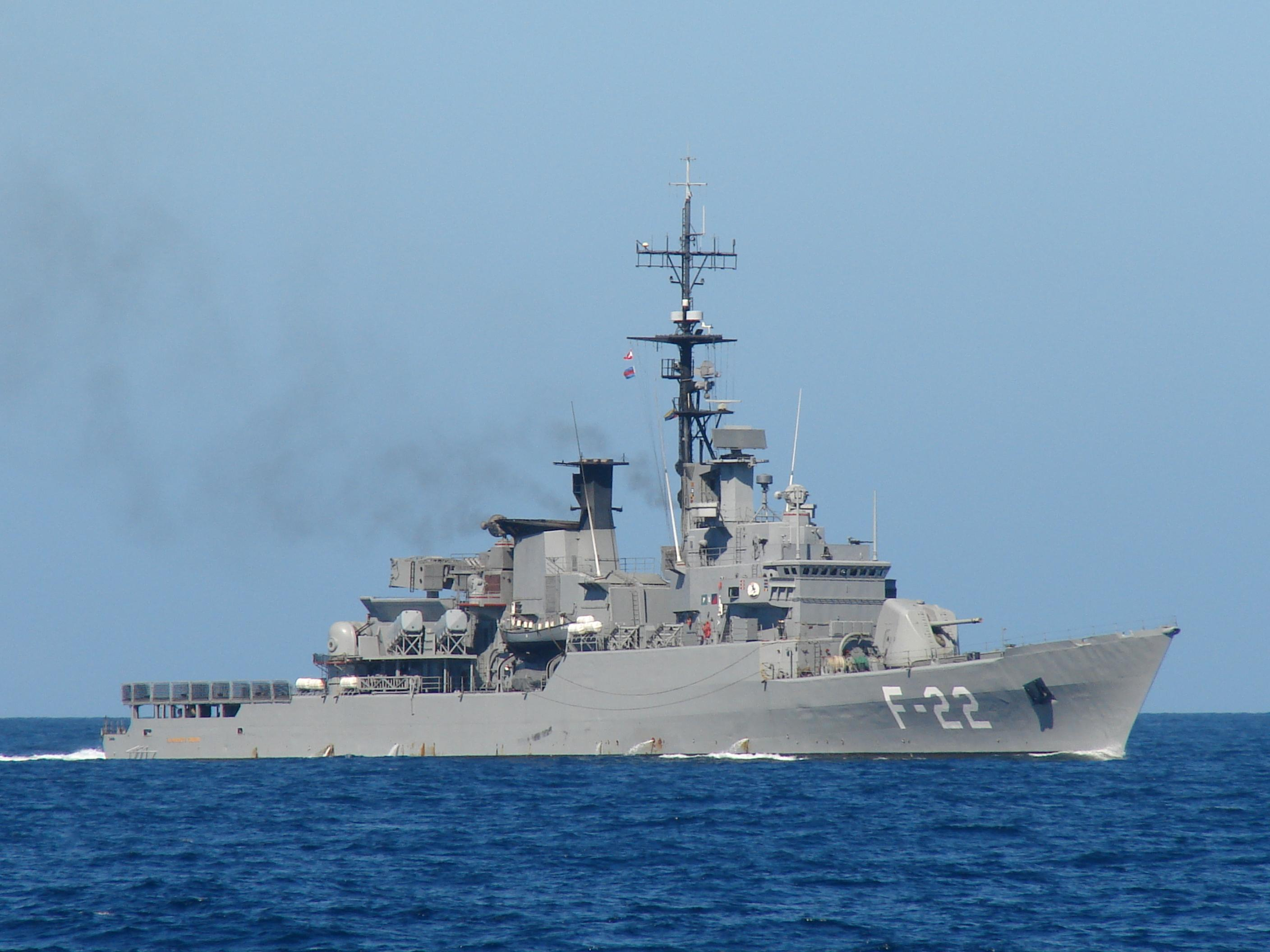
O Almirante Brión, uma fragata da classe Mariscal Sucre, posicionado para impedir a entrada de ajuda

Um navio vanuatuano partiu de Porto Rico para entregar ajuda humanitária através do porto de Puerto Cabello, na Venezuela. Seis navios da Marinha Bolivariana da Venezuela, incluindo a fragata da classe Mariscal Sucre Almirante Brión e barcos de patrulha, foram posicionados para impedir a entrada do embarque da ajuda. O navio, transportando civis, retornou a Porto Rico depois que a Marinha da Venezuela ameaçou "abrir fogo". O governador de Porto Rico Ricardo Rosselló, que ordenou o retorno do navio, afirmou que o ato da Marinha da Venezuela foi "inaceitável e vergonhoso" e que Porto Rico "notificou nossos parceiros no governo dos EUA sobre este grave incidente".

## Reações

### Nações

#### A favor
- Alemanha: O governo alemão destinou 5 milhões de euros para ajuda humanitária na Venezuela, para entregá-lo "assim que as circunstâncias políticas permitirem".[61]
- Argentina: O governo argentino destacou a criação de uma "unidade de ajuda" para enfrentar a crise humanitária na Venezuela, que servirá de ponte entre as doações do país aos centros de coleta localizados na fronteira com a Venezuela.[62]
- Canadá: O governo canadense anunciou que fornecerá US $ 39 milhões em ajuda humanitária na Venezuela durante uma reunião do Grupo Lima no início de fevereiro de 2019.[63]
- Chile: O subsecretário de Interior do governo chileno, Rodrigo Ubilla, informou sobre a preparação de 17 toneladas de alimentos e medicamentos para a Venezuela; disse que o envio seria enviado diretamente para a Venezuela, uma vez que é permitido entrar no país.[64]
- Espanha: O governo da Espanha, por meio do Escritório de Ação Humanitária da Agência Espanhola de Cooperação Internacional para o Desenvolvimento (AECID), indicou que iria alocar € 2 milhões em ajuda humanitária para a Venezuela até o ano de 2019.[65]
- Estados Unidos: O governo dos Estados Unidos, através da Agência para o Desenvolvimento Internacional (USAID), enviou várias remessas de alimentos e remédios para Cúcuta, esperando poder entrar na Venezuela o mais rápido possível.[66] Por sua vez, Porto Rico enviou 2,5 toneladas de alimentos e remédios ao centro de coleta localizado em Cúcuta.[67]
- Itália: O ministro italiano das Relações Exteriores, Enzo Moavero Milanesi, concordou em enviar dois milhões de euros para ajuda humanitária na Venezuela.[68]
- Reino Unido: O governo do Reino Unido indicou que inicialmente alocará £ 6,5 milhões em pacotes de assistência de emergência que fornecerão nutrientes, vacinas e água potável para as comunidades mais vulneráveis afetadas pela crise na Venezuela.[69]
- Suécia: O governo sueco destinou 53 milhões de coroas suecas (cerca de US $ 7 milhões) para a ajuda humanitária solicitada por Guaidó.[70]
- Taiwan: O governo de Taiwan destinou 500 mil dólares para a ajuda humanitária à Venezuela e o chanceler Joseph Wu declarou que a "Venezuela precisa de democracia e uma imediata estabilidade econômica".[71]

#### Contra
- Bolívia: O presidente Evo Morales descreve os embarques da ajuda humanitária como um “cavalo de troia” e um pretexto para uma intervenção militar.[72]
- China: O porta-voz do Ministério das Relações Exteriores da China disse que a ajuda humanitária não deveria ser forçada a entrar na Venezuela, o que pode causar violência e confrontos.[73] Após os confrontos sobre os embarques da ajuda humanitária, a China disse que esperava que a comunidade internacional pudesse fornecer ajuda "construtiva" para a Venezuela sob a condição de respeitar a soberania do país.[74]
- Cuba: O governo cubano a chamou a ajuda humanitária de "um ataque à soberania da região".[75]
- Rússia: O Ministério dos Negócios Estrangeiros russo indicou que a ajuda humanitária era apenas uma "cobertura" para uma intervenção militar dos EUA.[76]

### Organizações
- Nações Unidas: O Escritório do Alto Comissário das Nações Unidas para os Direitos Humanos (ACNUDH) disse que "muitos venezuelanos estão morrendo de fome, privados de medicamentos essenciais e tentando sobreviver em uma situação em queda livre sem um fim à vista".[77] Stéphane Dujarric, porta-voz do secretário-geral da ONU, António Guterres, disse que "é importante que a ajuda humanitária seja despolitizada e que as necessidades do povo guiem em termos de quando e como a ajuda humanitária é usada".[78]
- União Europeia: A Alta Representante da União para Assuntos Exteriores e Política de Segurança, Federica Mogherini, indicou que a União Europeia já mobilizou 60 milhões de euros para a Venezuela e destinará mais 5 milhões de euros; Mogherini também afirmou que "a ajuda humanitária à Venezuela não deve ser politizada".[79]
- A Cruz Vermelha Venezuelana afirmou que participará da distribuição da ajuda enquanto permanecer fora da crise presidencial.[80] Coversamente, a Cruz Vermelha Colombiana declarou que não participará da operação sem acordo prévio com o Movimento Internacional da Cruz Vermelha e do Crescente Vermelho.[81]
- O Instituto de Estudos sobre Conflitos e Ação Humanitária da Espanha afirmou que a ajuda humanitária deve ser imparcial, independente e neutra.[82]